# Дойч, Лоран
Лоран Дойч  (фр. Lorànt Deutsch; 27 октября 1975, Алансон, Франция) — французский актёр. Номинант на премию «Сезар» (2003).

## Биография
Родился 27 октября 1975 года в семье венгра и румынки. Его отец, венгерский еврей, бежал из родной страны в 1956 году от коммунистических репрессий после печально известного восстания.
Лоран вырос в городке 	Сабле-Сюр-Сарт. В детстве он серьёзно увлекался футболом и  в возрасте 12 лет даже оказался в школе ФК «Нант». Два года спустя он переезжает в Париж, где селится в Бобиньи у своих бабушки и дедушки и воссоединяется со своей сестрой.
В 1993 году он был выбран среди многих кандидатов на главную роль в канадском телесериале «Отважные», где его партнёршей была актриса Джессика Баркер.
Имеет степень бакалавра по  социальной экономике и степени в философии и восточных языках Университета Сорбонны. Благодаря своему образованию Дойч мог позволить выбирать себе из множества профессий, но тяга к искусству всё же взяла верх. В 1999 году он сыграл одну из ведущих ролей в фильме молодого режиссёра  Жамеля Бенсала «Небо, птицы и… твоя мать».
В 2003 году его ждала первая профессиональная удача — в заключительной части легендарной трилогии «Откройте, полиция! 3» Лоран играл вместе с Филиппом Нуаре и Тьерри Лермиттом. В том же году за роль  в ленте  «Играй как «Зизу»» его номинировали на «Сезар» в категории «Самый многообещающий актёр», но награду получил Жан-Поль Рув.
В 2008 году Лоран Дойч выступил как автор и ведущий документального цикла «Метроном. История Франции».

## Личная жизнь
3 октября 2009  года женился на актрисе Мари-Жюли Бо. У пары двое детей.

## Избранная фильмография
- Отважные (1993 — 95) — Том Миллер
- Холодная вода (1994) — студент на вечеринке
- Горец (1995) — Джордж в детстве (3-й сезон, 19-й эпизод)
- Возможно (1999) —  принц Фур
- Небо, птицы и… твоя мать (1999) —  Кристоф
- Играй как Зизу (2002) —  Тибор Ковач
- Откройте, полиция! 3 (2003) —  Жюльен
- Метод Борщникова (2004) — Александр (озвучка)
- Ze фильм (2005) —  Билу
- Любовники Кафе де Флор (2006) —  Жан-Поль Сартр
- Астерикс и викинги (2006) —  Простопникс (озвучка)
- Жан де Лафонтен – вызов судьбе (2007) — Жан де Лафонтен
- Девушка и волки (2008) —  Анатоль
- Керити, жилище сказок (2009) —  белый кролик (озвучка)
- Король, Белка и Уж (2010) — Фуке
- Ученик Санты (2010) — Уолтер (озвучка)
- Астерикс: Земля Богов (2014) — Англаигус (озвучка)
- Пришельцы 3: Взятие Бастилии (2016) —  Жан-Мари Колло д’Эрбуа[3]